# Gauliga 1936-1937
L'edizione 1936-1937 della Gauliga vide la vittoria finale dello Schalke 04.

## Partecipanti
| Squadra               | qualificata come                          |
| Hindenburg Allenstein | Campione della Gauliga Ostpreußen         |
| Viktoria Stolp        | Campione della Gauliga Pommern            |
| Hertha Berlino        | Campione della Gauliga Berlin-Brandenburg |
| Beuthener SuSV        | Campione della Gauliga Schlesien          |
| BC Hartha             | Campione della Gauliga Sachsen            |
| SV Dessau 05          | Campione della Gauliga Mitte              |
| Amburgo               | Campione della Gauliga Nordmark           |
| Werder Brema          | Campione della Gauliga Niedersachsen      |
| Schalke 04            | Campione della Gauliga Westfalen          |
| Fortuna Düsseldorf    | Campione della Gauliga Niederrhein        |
| VfR Colonia 04 rrh.   | Campione della Gauliga Mittelrhein        |
| SV Kassel 06          | Campione della Gauliga Hessen             |
| Wormatia Worms        | Campione della Gauliga Südwest            |
| SV Waldhof 07         | Campione della Gauliga Baden              |
| Stoccarda             | Campione della Gauliga Württemberg        |
| Norimberga            | Campione della Gauliga Bayern             |

## Fase a gironi

### Gruppo A
|   | Classifica            | Pt | G | V | N | P | GF | GS |
| - | --------------------- | -- | - | - | - | - | -- | -- |
| 1 | Amburgo               | 12 | 6 | 6 | 0 | 0 | 27 | 4  |
| 2 | BC Hartha             | 5  | 6 | 2 | 1 | 3 | 13 | 17 |
| 3 | Hindenburg Allenstein | 4  | 6 | 1 | 2 | 3 | 10 | 21 |
| 4 | Beuthener SuSV        | 3  | 6 | 1 | 1 | 4 | 12 | 20 |

### Gruppo B
|   | Classifica     | Pt | G | V | N | P | GF | GS |
| - | -------------- | -- | - | - | - | - | -- | -- |
| 1 | Schalke 04     | 11 | 6 | 5 | 1 | 0 | 31 | 5  |
| 2 | Werder Brema   | 9  | 6 | 4 | 1 | 1 | 20 | 10 |
| 3 | Hertha Berlino | 4  | 6 | 2 | 0 | 4 | 12 | 13 |
| 4 | Viktoria Stolp | 0  | 6 | 0 | 0 | 6 | 1  | 36 |

### Gruppo C
|   | Classifica     | Pt | G | V | N | P | GF | GS |
| - | -------------- | -- | - | - | - | - | -- | -- |
| 1 | Stoccarda      | 9  | 6 | 4 | 1 | 1 | 12 | 3  |
| 2 | Wormatia Worms | 9  | 6 | 4 | 1 | 1 | 11 | 3  |
| 3 | SV Dessau 05   | 4  | 6 | 2 | 0 | 4 | 6  | 12 |
| 4 | SV Kassel 06   | 2  | 6 | 2 | 0 | 4 | 7  | 18 |

### Gruppo D
|   | Classifica          | Pt | G | V | N | P | GF | GS |
| - | ------------------- | -- | - | - | - | - | -- | -- |
| 1 | Norimberga          | 11 | 6 | 5 | 1 | 0 | 18 | 4  |
| 2 | Fortuna Düsseldorf  | 6  | 6 | 2 | 2 | 2 | 9  | 8  |
| 3 | SV Waldhof 07       | 5  | 6 | 2 | 1 | 3 | 6  | 14 |
| 4 | VfR Colonia 04 rrh. | 2  | 6 | 1 | 0 | 5 | 4  | 11 |

## Fase finale

### Semifinali
| Norimberga | 3 – 2 | Amburgo |

| Schalke 04 | 4 – 2 | Stoccarda |

### Finale
| Schalke 04 | 2 – 0 | Norimberga |

## Verdetti
- 1. Schalke 04 campione del Terzo Reich 1936-37.